# Sajóecseg
Sajóecseg is een plaats (község) en gemeente in het Hongaarse comitaat Borsod-Abaúj-Zemplén. Sajóecseg telt 1124 inwoners (2007).